# 楠梓仙溪西里
楠梓仙溪西里，是台灣南部自清治時期至日治初期的一個行政區劃，其範圍包括今台南市的楠西區中東部、南化區中部、玉井區中東部及大內區東南部。
依據1904年（日明治三十七年）出版的《臺灣堡圖》，楠梓仙溪西里北邊為哆囉嘓東頂堡、嘉義東堡，東邊為楠梓仙溪東里，南邊為內新化南里、外新化南里、新化東里，西邊為善化里西堡東部飛地。
1913年至1915年（大正二年至四年），善化里東、西堡行政區調整，曾文溪以北各庄改隸善化里東堡，以南各庄改隸善化里西堡。調整後楠梓仙溪西里的西邊變成善化里東堡。

## 管轄街庄
楠梓仙溪西里共轄14個庄：
- 今楠西區境內：密枝庄、茄拔庄、灣坵庄、鹿陶洋庄、龜丹庄
- 今南化區境內：竹頭崎庄、北藔庄
- 今玉井區境內：噍吧哖庄、鹿陶庄、竹圍庄、沙仔田庄、三埔庄、芒仔芒庄
- 今大內區境內：二重溪庄